# Makecode
MakeCode是微软开发的一个程序设计教育网站。2017年10月，微软将MakeCode课程与旗下游戏《我的世界》结合，制作了一个像素风格游戏外观与操作，但可以进行视觉代码块编程的《MakeCode for Minecraft》编辑器。